# Vickers Vivid
Il Vickers Vivid, in inglese Vivace, era un biplano realizzato dall'azienda britannica Vickers Limited nella seconda metà degli anni venti del XX secolo sviluppando il precedente Vixen mediante l'impiego della struttura interamente metallica.
Progettato, con la sigla di fabbrica Type 130, per l'utilizzo come ricognitore a lungo raggio, non trovò acquirenti e venne costruito in un solo esemplare.

## Storia del progetto
Il progetto del Vickers Vivid nacque, parallelamente a quello del Valiant, sulla scorta delle esperienze maturate nell'impiego del Vixen da parte del Servicio de Aviación Militar de Chile: in sostanza i problemi incontrati dal Vixen ad operare nei climi caldi, spinsero la Vickers a sperimentare la realizzazione di una variante interamente metallica.
Il Vivid venne realizzato partendo dalla cellula del Type 106 Vixen III e venne portato in volo per la prima volta alla fine di giugno del 1927; in questa prima configurazione (indicata con la sigla di fabbrica Type 130) la propulsione era affidata ad un motore Napier LionVA. In un secondo momento il propulsore sarebbe stato sostituito dalla più potente versione XI (portando alla modifica in Type 146 della codifica di fabbrica del velivolo).
Le fonti reperite indicano la costruzione di un singolo esemplare marcato G-EBPY che foto dell'epoca mostrano in volo anche in configurazione idrovolante. Non avendo riscosso successo commerciale, il progetto venne quindi abbandonato.

## Tecnica
Il Vivid era un biplano biposto con la fusoliera dalla struttura interamente metallica. La configurazione della velatura principale era di tipo sesquiplana mentre gli impennaggi erano di tipo monoplano con l'elemento orizzontale disposto sulla linea mediana della fusoliera, al di sotto della deriva. L'equipaggio era disposto in due postazioni separate; quella anteriore era destinata al pilota mentre quella posteriore ospitava l'osservatore.
Come già nel predecessore, il carrello d'atterraggio era del tipo triciclo posteriore con le ruote dell'elemento principale disposte immediatamente davanti al bordo d'attacco dell'ala inferiore, collegate fra loro da una barra trasversale; era prevista l'intercambiabilità del carrello con due galleggianti a scarponi per la configurazione idrovolante.
Come accennato, il motore della versione iniziale era un Napier Lion VA: si trattava di un 12 cilindri a W raffreddato a liquido; il raffreddamento era assicurato da un radiatore disposto frontalmente, al di sotto del motore. La sostituzione del motore con un esemplare della successiva versione XI garantì un incremento della potenza pari a 100 hp, per raggiungere il valore complessivo di 590 hp.
L'armamento previsto consisteva in una mitragliatrice Vickers montata su un anello Scarff a disposizione dell'osservatore ed era prevista la possibilità di impiegare quattro bombe da 250 lb agganciabili al di sotto del piano alare inferiore.

## Impiego operativo
Il Vivid venne proposto, tra gli altri, al governo della Romania; nell'ambito dei voli dimostrativi compiuti al fine di promuoverne l'acquisto, il velivolo, il 6 settembre 1928, compì un volo dimostrativo tra Weybridge e Bucarest: l'intero percorso, pari a 1 300 mi venne coperto in 10 ore. Al termine delle dimostrazioni, tuttavia, la Vickers non ottenne alcun ordine d'acquisto per il velivolo.
Il 26 agosto del 1929 il Vivid venne impiegato per la prima volta per un servizio postale tra la città irlandese di Galway e Londra: affittato Irish Airways Ltd. da parte della Vickers, trasportò la posta appena giunta dagli Stati Uniti d'America a bordo della nave tedesca Karlsruhe, impiegata in servizio di linea transatlantico, consentendo in tal modo un risparmio di 36 ore sui consueti tempi di consegna.
Il 27 febbraio 1931 il Vivid venne acquistato dal londinese John Robert Chaplin che, insieme al capitano Neville Stack, intendeva realizzare un volo verso l'Australia per dimostrare le potenzialità di un veloce collegamento postale. Il velivolo, identificato anche come Vickers Napier (dal nome della casa costruttrice del propulsore), venne dapprima impiegato (non senza imprevisti) in almeno un volo di prova realizzato al fine di testare sia la macchina che la logistica dell'impresa.
Il volo verso l'Australia ebbe inizio, dopo tre infruttuosi tentativi di decollo, il 2 maggio successivo: la prima destinazione intermedia era la città turca di Istanbul che venne raggiunta in 15 ore. La prosecuzione del volo venne però abbandonata in considerazione di problemi al motore ed il viaggio (nelle intenzioni) solo temporaneamente rimandato; l'impresa, tuttavia, venne definitivamente abbandonata.
Il Vivid risulta andato distrutto da un incendio nel mese di ottobre del 1932.